# Vespa binghami
Vespa binghami är en getingart som beskrevs av François du Buysson 1905. Vespa binghami ingår i släktet bålgetingar, och familjen getingar. Inga underarter finns listade i Catalogue of Life.